# Акын

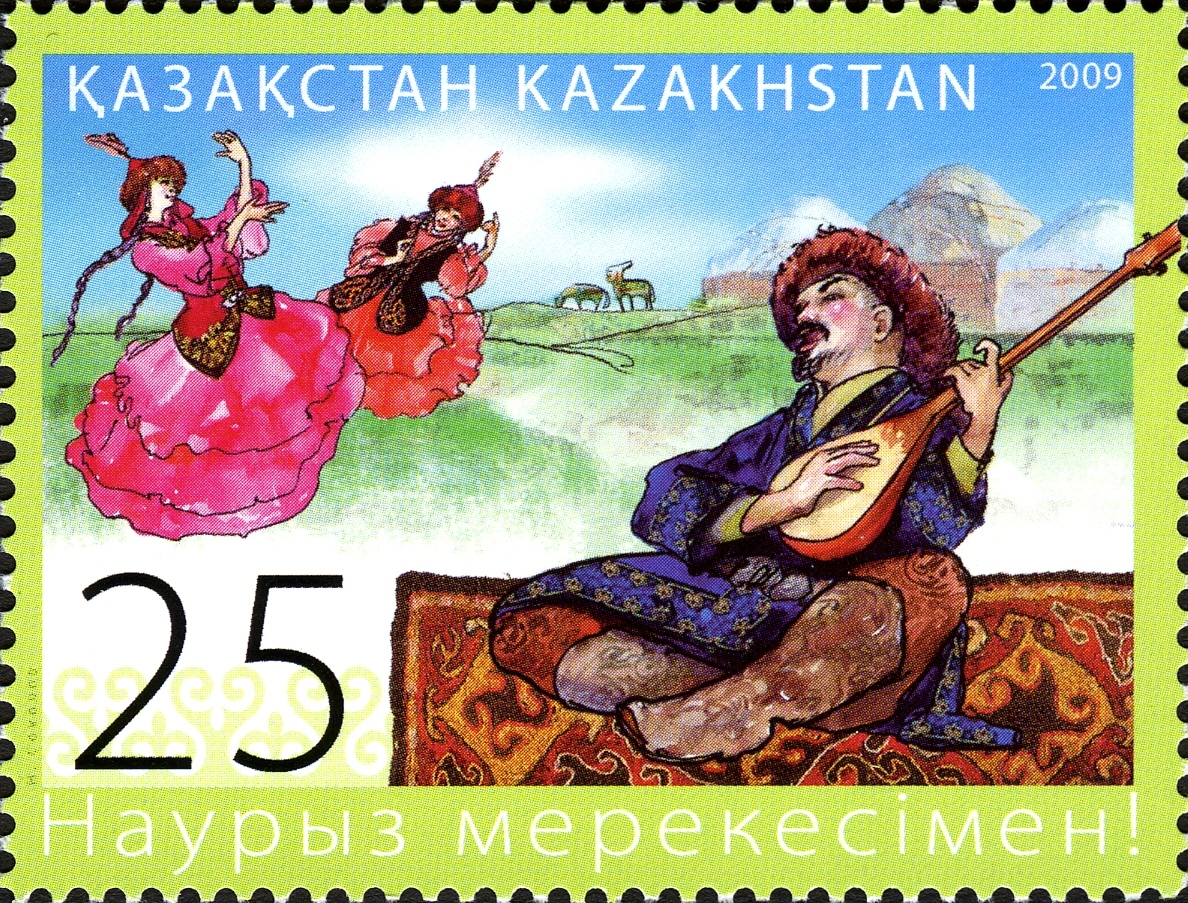
Акын на почтовой марке Казахстана, 2009 год.

Акы́н (каз. ақын, кирг. акын) — певец-слагатель, поэт-импровизатор, поэт и певец у тюркоязычных народов Средней Азии, в частности, у казахов, киргизов. 
Есть похожие народные певцы — жыршы (ырчы) (сказители) и оленши (песенники), но, в отличие от акынов, они исполнители, а не создатели произведений. Стихи акыны читают нараспев под звуки (домбры, комуза) — струнного щипкового инструмента с овальным корпусом, грифом и тремя (двумя) струнами. Акыны, ашуги и другие, в восточных странах, и им родственные странствующие музыканты — ваганты (жонглёры) во Франции, шпильманы в Германии, скоморохи в России на протяжении многих веков были единственными профессиональными носителями внекультовой, народной музыки. Эпическая поэзия снова возродилась у народов Советского Союза, как и творчество народных певцов, сказителей, ашугов, акынов, воспевающих героические события исторической борьбы советского народа за социализм.

## Акыны Казахстана
Известные казахские акыны: Жанак Камбарулы (1760—1857), Махамбет Утемисов (1804—1846), Суюнбай Аронулы (1815—1898), Шернияз Жарылгасов (1817—1881), Биржан-сал Кожагулов (1834—1897), Жаяу Муса Байжанов (1835—1929), Акан Серэ Корамсаулы (1843—1913), Джамбул Джабаев (1846—1945), Газиз Файзолла (ум. 1930), Кенен Азербаев (1884—1976), Актан Керейулы (1850-1912) .
Акын часто полностью импровизирует, реагируя на какие-либо явления в обществе или на обстановку на всенародных праздниках и т. д. На праздниках нередко проводятся своего рода состязания акынов — айтыс. Во время состязания акыны, забавляя народ, поочерёдно в стихотворной форме стараются высмеять друг друга или выбирая любую произвольную тему. Иногда власти пытаются подвергнуть айтыс цензуре, когда речь касается власть имущих или политики.
Кочевой образ жизни и скоротечный характер искусства акынов не позволял в прошлом записать и сохранить произведения на бумаге. Бо́льшая часть произведений акынов осталась потерянной.

## Акыны Кыргызстана
Известные киргизские акыны: Жайсан Токтогул-ырчы (XIII — XIV вв.), Тоголок Молдо (1860—1942), Токтогул Сатылганов (1864—1933), Куйручу (Кудайберген Омурзак уулу) — (1866—1941), Калык Акиев (1883—1953), Барпы Алыкулов (1884—1949), Осмонкул Болебалаев (1888—1967), Эстебес Турсуналиев (1931—2005), Исмаил Борончиев (1910—1978), Молдобасан Мусулманкулов (1883–1961) .

## Акыны Башкортостана
Акыны у башкир традиционно называются сэсэн (баш. сәсән, сәсәндәр; каз. шешен, шешендер). Сэсэны читают стихи под звуки башкирской трехструнной думбыры.
Имена наиболее древних башкирских сэсэнов: Катай Гали сэсэн, Турумтай сэсэн, Суюндук сэсэн, Кильдыш сэсэн, Еммет сэсэн, Каракай сэсэн, Яхъя сэсэн. Сэсэны более поздних веков:Кубагуш сэсэн, Ерэнсэ сэсэн, Карас сэсэн, Баик Айдар,Махмут сэсэн, Буранбай сэсэн, Ишмухамет сэсэн. Преемственность:  Баик Айдар - его ученик Ищмухамет сэсэн- его ученик Габит сэсэн (от него М.Бурангулов записал эпос «Урал-батыр» и др.произведения). В условиях ограничения передвижения башкир по своим землям- Хамит Альмухаметов, Сабирьян Мухаметкулов, Шафик Аминев-Тамьяни, Валиулла Кулембетов, Ярми Саити, Фаррах Давлетшин и другие.